# Gorden Kaye
Gordon Fitzgerald (Gorden) Kaye (Huddersfield, 7 april 1941 – Knaresborough, 23 januari 2017) was een Brits acteur.

## Loopbaan
Kaye werd vooral bekend door zijn vertolking van 'René Artois' in de comedyserie 'Allo 'Allo! Daarnaast werkte hij voor radio en televisie, was hij te zien in enkele films en speelde hij in het theater.
De spelling van zijn voornaam als Gorden is het gevolg van een typefout bij de Britse vakbond voor acteurs. In 1989 verscheen zijn autobiografie René & Me: A Sort of Autobiography, waarin hij zijn jeugdervaringen als verlegen, homoseksuele jongen met overgewicht beschreef.
In 1990 was Kaye betrokken bij een ernstig auto-ongeluk, toen tijdens de zware winterstorm van 1990 een reclamebord dwars door de voorruit van de auto sloeg en zijn voorhoofd raakte. De sporen hiervan bleven zichtbaar op Kayes voorhoofd. Tegen de verwachtingen in herstelde hij uiteindelijk volledig.
Aan het eind van zijn leven leed hij aan dementie en verbleef hij in een verzorgingstehuis. Begin 2017 overleed Kaye aan de gevolgen van nierfalen.

## Filmografie
- Revolver (televisieserie) - The Farmer (aflevering onbekend, 2004)
- The Best of 'Allo 'Allo! (televisiefilm, 1994) - René Artois
- Screen One (televisieserie) - Nickson (aflevering The Bullion Boys, 1993)
- The Bullion Boys (televisiefilm, 1993) - Nickson
- 'Allo 'Allo! (televisieserie) - René Artois (85 afleveringen, 1982, 1984-1992)
- Last of the Summer Wine (televisieserie) - Maynard Lavery (aflevering The Last Surviving Maurice Chevalier Impression, 1990)
- 'Allo 'Allo! At the London Palladium (tv-special, 1988) - René Artois
- This Is Your Life (televisieserie) - Zichzelf (aflevering Gorden Kaye, 1986)
- Minder (televisieserie) - rol onbekend (aflevering Give Us This Day Arthur Daley's Bread, 1985)
- In the Secret State (televisiefilm, 1985) - Buff
- Brazil (1985) - M.O.I. Kruier
- Much Ado About Nothing (televisiefilm, 1984) - Eerste wachter
- The Life and Death of King John (televisiefilm, 1984) - Hertog van Oostenrijk
- The Gentle Touch (televisieserie) - Fat Henry (aflevering Finders Keepers, 1984; Losers Weepers, 1984)
- Play for Today (televisieserie) - Dominee (aflevering Rainy Day Women, 1984)
- Minder (televisieserie) - Sammy (aflevering Get Daley, 1984)
- Dead on Time (1983) - rol onbekend
- Mansfield Park (mini-serie, 1983) - dr. Grant
- Fame Is the Spur (mini-serie, 1982) - rol onbekend
- Codename: Icarus (televisiefilm, 1981) - Frank Broadhurst
- Sredni vashtar (1981) - Ogden
- Are You Being Served? (televisieserie) - mr. Fortescue (aflevering Closed Circuit, 1981)
- Just Liz (televisieserie) - mr. Chatto (aflevering 6, 1980)
- God's Wonderful Railway (televisieserie) - Jem (aflevering The Permanent Way, 1980)
- Are You Being Served? (televisieserie) - The Plastic Mac (aflevering Mrs. Slocombe, Senior Person, 1979)
- Shoestring (televisieserie) - Tom Clarke (aflevering Higher Ground, 1979)
- Porridge (1979) - Dines
- Are You Being Served? (televisieserie) - mr. Tomiades (aflevering Do You Take This Man?, 1978)
- All Creatures Great and Small (televisieserie) - Kit Bilton (aflevering Pups, Pigs and Pickle, 1978)
- Born and Bred (televisieserie) - Ray Benge (aflevering 12, 1978-1980)
- The Waterloo Bridge Handicap (1978) - mollige kerel
- Come Back Mrs. Noah (televisieserie) - televisiepresentator (aflevering onbekend, 1977- 1978)
- It Ain't Half Hot Mum (televisieserie) - stevige soldaat (aflevering The Pay Off, 1977)
- Mr. Big (televisieserie) - chauffeur (aflevering The Sheiks, 1977)
- The Boys and Mrs. B (televisieserie) - mr. Hobkirk
- Jabberwocky (1977) - zuster Jessica
- Sykes (televisieserie) - mr. Macclesfield (aflevering Bath, 1976)
- Escape from the Dark (1976) - rol onbekend
- Till Death Us Do Part (televisieserie) - Rol onbekend (aflevering TV Licence, 1974)
- Follyfoot (televisieserie) - man die dagvaarding uitdeelt (aflevering The Dream, 1973)
- The Gordon Peters Show (televisieserie) - regelmatig terugkerend artiest (1973)
- Emmerdale Farm (televisieserie) - Gerry (aflevering onbekend, 1972)
- Coronation Street (televisieserie) - Bernard Butler (aflevering 1.962, 1970; Aflevering 1.955, 1970; Aflevering 1.980, 1970)
- Champion House (televisieserie) - Bewaker spoorwegen (aflevering Go West, Young Man, 1968)

- Bibsys: 11002475
- Biblioteca Nacional de España: XX4870054
- Gemeinsame Normdatei: 143371118
- International Standard Name Identifier: 0000 0001 1473 2649
- Library of Congress Control Number: nr2005020251
- Nederlandse Thesaurus van Auteursnamen: 305636189
- Virtual International Authority File: 59040053
- WorldCat: E39PBJxxfDDgVjxbRbg4G6kqwC